# امیرحسین اسفندیار
امیرحسین اسفندیار (زادهٔ ۴ بهمن ۱۳۷۷ در آمل) بازیکن والیبال اهل ایران است که در پست قدرتی‌زن برای باشگاه تیانجین چین و تیم ملی والیبال مردان ایران بازی می‌کند؛ او در مسابقات قهرمانی زیر ۲۱ سال جهان در بحرین به همراه تیم ملی والیبال جوانان ایران به مقام قهرمانی جهان رسید و عنوان ارزشمندترین بازیکن زیر ۲۱ سال جهان را کسب کرد. او هم اکنون عضو باشگاه تیانجین چین است و همچنین سابقه بازی در نولیکو مازک بلژیک را در کارنامه خود دارد. اسفندیار در دوران ایگور کولاکوویچ با عملکرد خود مورد توجه وی قرار گرفت و به تیم ملی دعوت شد. 

## افتخارات
اسفندیار در سال ۲۰۱۹ عنوان ارزشمندترین بازیکن قهرمانی زیر ۲۱ سال جهان را کسب کرد.
- ۲۰۱۴: قهرمانی زیر ۱۸ سال آسیا - بهترین اسپکر
- ۲۰۱۶: قهرمانی زیر ۲۰ سال آسیا - بهترین اسپکر
- ۲۰۱۷: قهرمانی زیر ۱۹ سال جهان - باارزش‌ترین بازیکن
- ۲۰۱۷: قهرمانی زیر ۱۹ سال جهان - بهترین اسپکر
- ۲۰۱۸: قهرمانی زیر ۲۰ سال آسیا - باارزش‌ترین بازیکن
- ۲۰۱۹: قهرمانی زیر ۲۱ سال جهان - باارزش‌ترین بازیکن